# Каяушенська сільська рада
Каяу́шенська сільська рада (рос. Каяушенский сельский совет) — сільське поселення у складі Родинського району Алтайського краю Росії.
Адміністративний центр — село Каяушка.

## Населення
Населення — 503 особи (2019; 740 в 2010, 1123 у 2002).

## Склад
До складу сільської ради входять:
| Населений пункт        | Населення, осіб (2002) | Населення, осіб (2010) |
| ---------------------- | ---------------------- | ---------------------- |
| Зелена Дубрава, селище | 497                    | 283                    |
| Каяушка, село          | 626                    | 457                    |